# Grande Bacino Artesiano

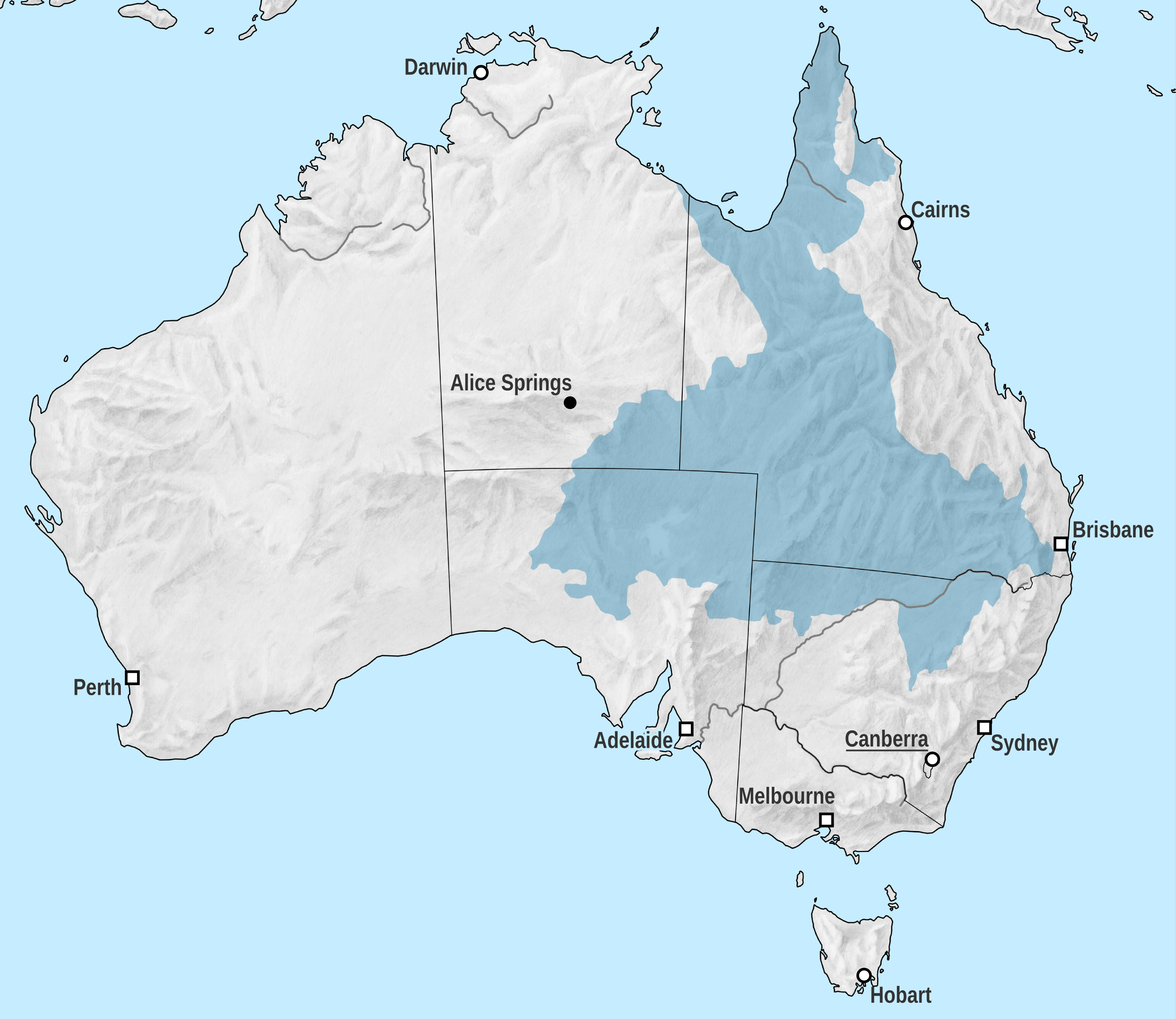
Estensione del Grande Bacino Artesiano

Il Grande Bacino Artesiano è l'unica riserva importante e sicura di acqua potabile di tutto il continente australiano: questo bacino è una delle più grandi e profonde falde artesiane del mondo. Esso ricopre il 23% dell'Australia, occupando la maggior parte del Queensland, il nord del Nuovo Galles del Sud, la parte sud-est del Territorio del Nord e il nord-est dell'Australia meridionale.
Lo spessore dell'acquifero, di un centinaio di metri in periferia, è stimato in circa 3000 m al suo centro, con una riserva d'acqua stimata in oltre 64000 km³.
Gli strati che imprigionano l'acquifero sono formati da gres quarzitico depositato per erosione delle montagne circostanti durante l'era mesozoica, tra 248 e 65 milioni di anni fa, e sono ricoperti da uno strato di sedimenti marini impermeabili.
Il rinnovo dell'acqua avviene attraverso le precipitazioni sul Queensland e il Nuovo Galles del Sud. Essa scorre lentamente (da 1 a 5 m per anno) nel sottosuolo verso sud e verso est.
L'acqua risorge spontaneamente da sorgenti e fessure del suolo, soprattutto nella parte sud del bacino. Occorrono due milioni di anni affinché l'acqua caduta nel Queensland affiori nelle sorgenti del sud, nella regione del lago Eyre.

## Usi dell'acqua
Quest'acqua è la principale fonte di acqua nella regione, ed è utilizzata soprattutto per l'allevamento del bestiame. Per procurarsela è sufficiente eseguire una perforazione opportunamente rivestita sino alla falda artesiana. L'acqua in pressione risale naturalmente senza uso di pompe.